# アムステルダムのヘレンフラハト
『アムステルダムのヘレンフラハト』（仏: Le Herengracht à Amsterdam、英: The Herengracht in Amsterdam）は、17世紀のオランダ絵画黄金時代の画家ヤン・ファン・デル・ヘイデンが1668-1674年ごろ、板上に油彩で制作した絵画である。画家の最高傑作の1つと考えられている作品で、1921年にジャック・シャトリー・ド・ラ・フォス (Jacques Chatry de La Fosse) 氏の未亡人から遺贈されて以来、パリのルーヴル美術館に所蔵されている。

## 作品

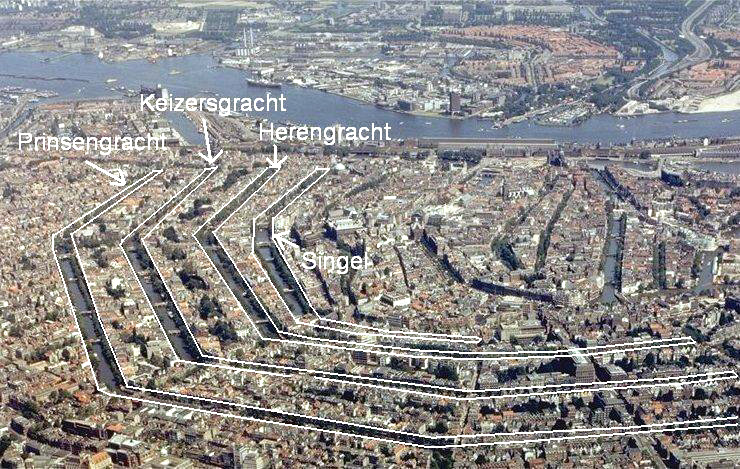
アムステルダムのヘレンフラハト (内側から2番目の運河)

都市景観画の第一人者ヤン・ファン・デル・ヘイデンは、建築物の細部にわたる描写によってアムステルダムで名声を得た。本作に描かれているヘレンフラハトはアムステルダムの拡張で17世紀に相次いで掘られた同心円状の運河の1つで、裕福な名士の家が立ち並ぶことから名づけられた。当時のアムステルダムで最も洗練された地域の1つであり、それは画面左側の貴族の3つの館の切妻に装飾がされていることからもわかる。これらの豪邸は今日もそのまま残されており、当時のオランダの栄光を偲ばせる。ちなみに、右側の白い建物は演劇博物館になっている。

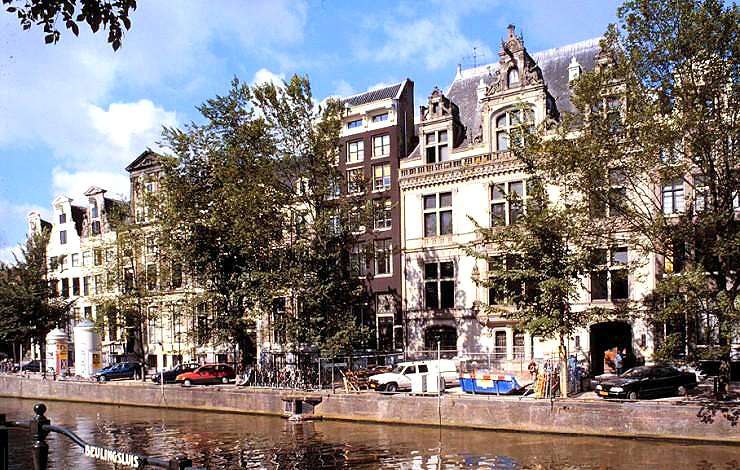
今日のヘレンフラハト380番地

本作の建物のほとんどは、運河沿いに立ち並ぶ高木に遮られている。そのため、鑑賞者の視線は運河そのものと水面に揺らめく影、そして舟から積み荷を下ろす作業員や荷物運搬人の活気あふれる姿に向けられる。絵画全体は晩夏の金色の光に包まれ、この場面に静物画のような魅力を与えている。とりわけ、鏡のような水面に揺らめく家並みの反映は美しい。
ファン・デル・ヘイデンはヘレンフラハトを好み、この家並みを繰り返し取り上げたが、面白いことに画面の右半分にはいつも異なった、架空の、もしくは別の場所の景観を描き込んでおり、この作品も例外ではない。なお、以前のファン・デル・ヘイデンの作品では、アドリアーン・ファン・デ・フェルデなど別の画家が人物を描き加えたこともあった。しかし、本作は、ファン・デル・ヘイデン1人によって描かれている。